# Béchir Khraïef
 (février 2018).
Si vous disposez d'ouvrages ou d'articles de référence ou si vous connaissez des sites web de qualité traitant du thème abordé ici, merci de compléter l'article en donnant les références utiles à sa vérifiabilité et en les liant à la section « Notes et références ».
Béchir Khraïef (arabe : بشير خريّف), né le 10 avril 1917 à Nefta et décédé le 17 décembre 1983, est un romancier tunisien spécialisé dans la description réaliste et crue de la société tunisienne, en utilisant l'arabe dialectal dans ses dialogues.
Il est le frère du poète et écrivain Mustapha Khraïef.